# Pangasianodon
Pangasianodon – rodzaj słodkowodnych ryb sumokształtnych z rodziny Pangasiidae.

## Zasięg występowania
Azja Południowo-Wschodnia.

## Klasyfikacja
Gatunki zaliczane do tego rodzaju:
- Pangasianodon gigas – pangaz[3] („pangazjanodon”[a])
- Pangasianodon hypophthalmus – sum rekini[4]

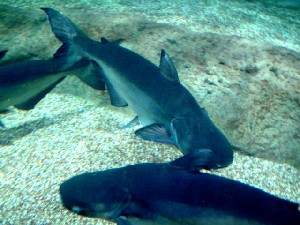
Pangasianodon gigas
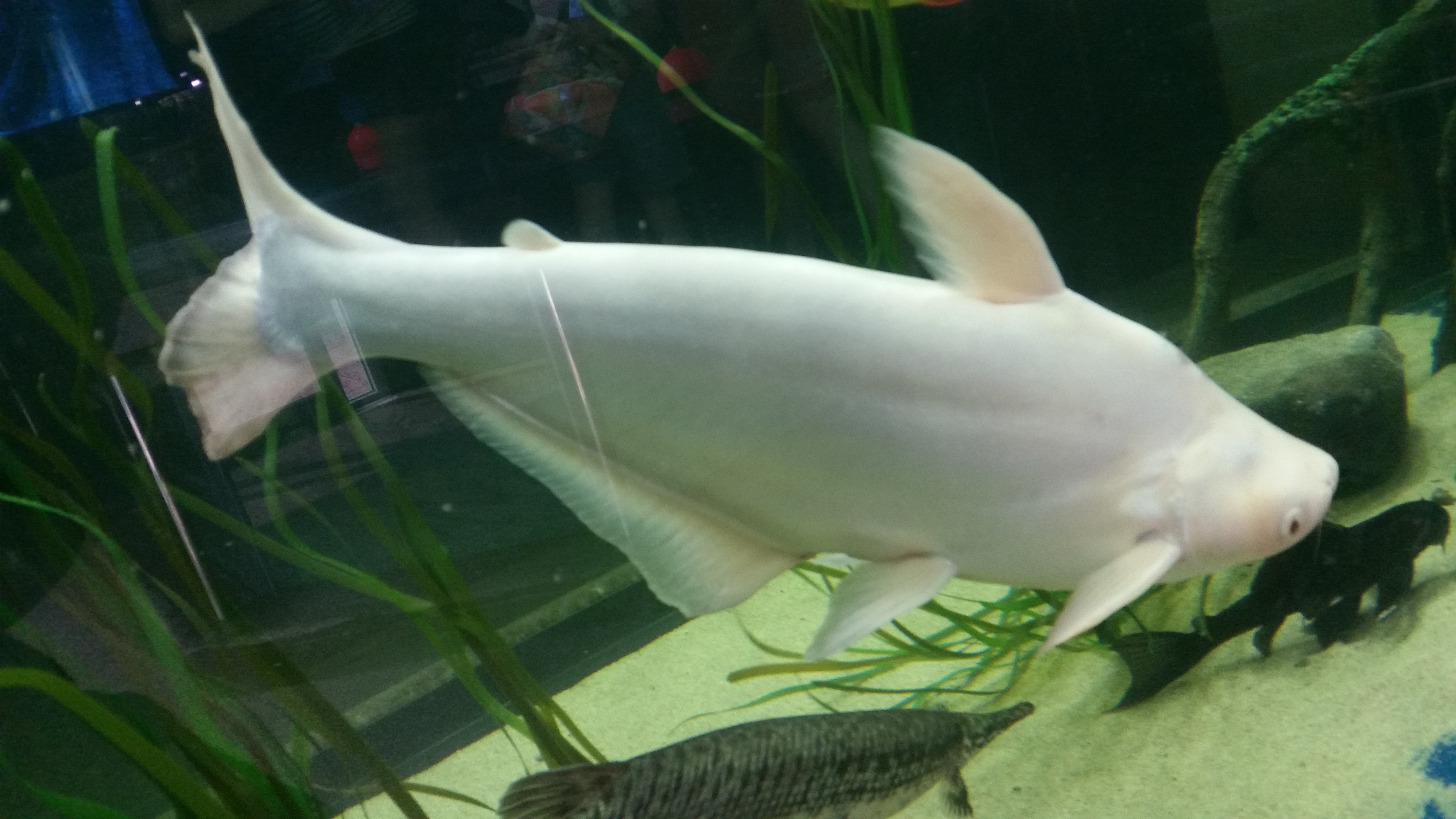
Sum rekini albinos - forma hodowlana suma rekiniego
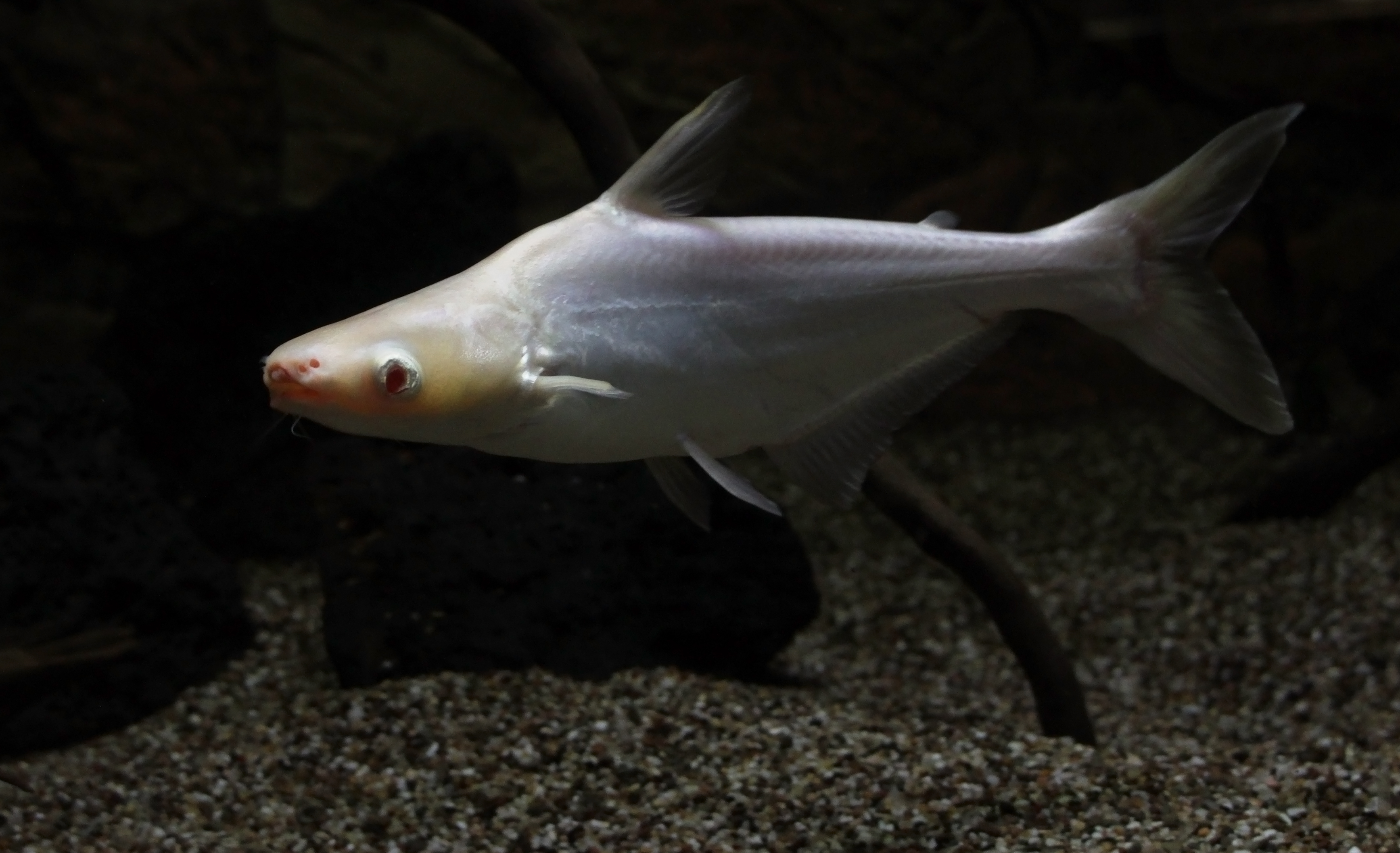
Sum rekini
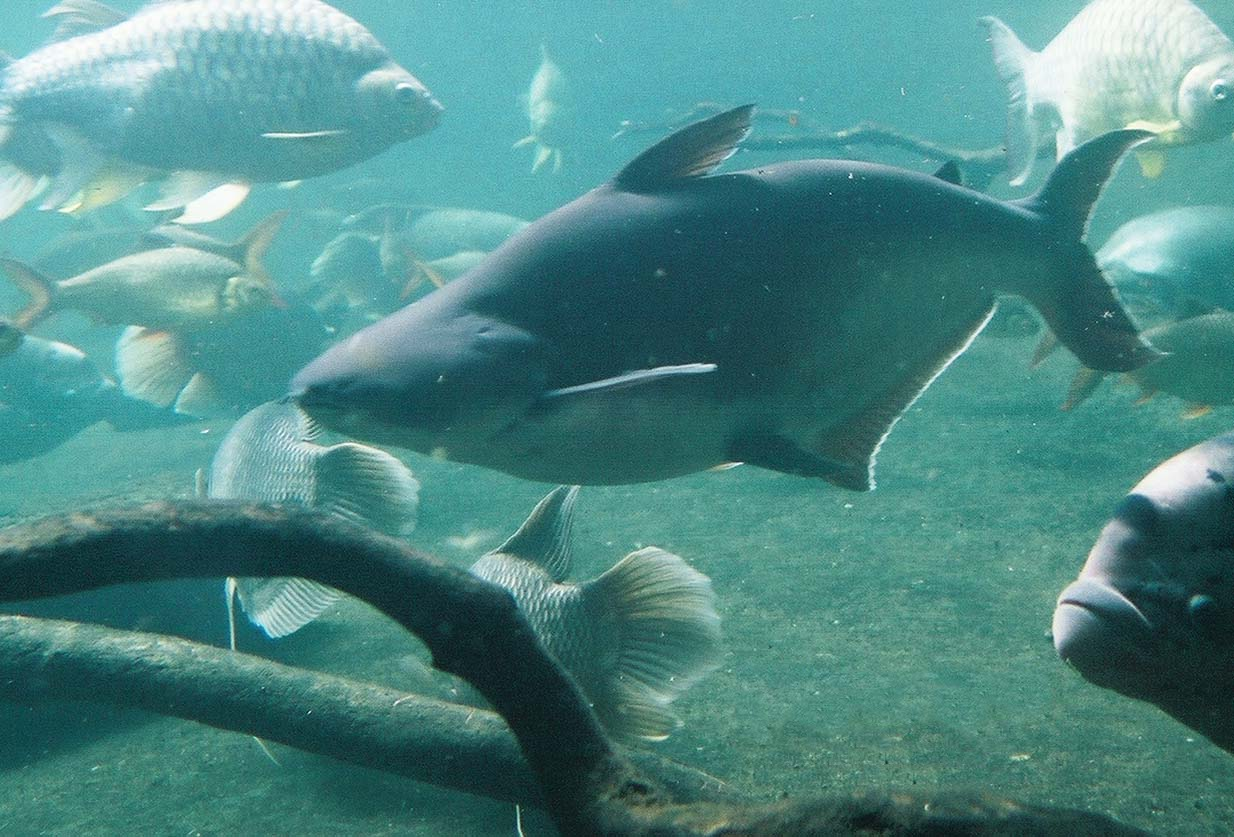
Pangasianodon hypophthalmus
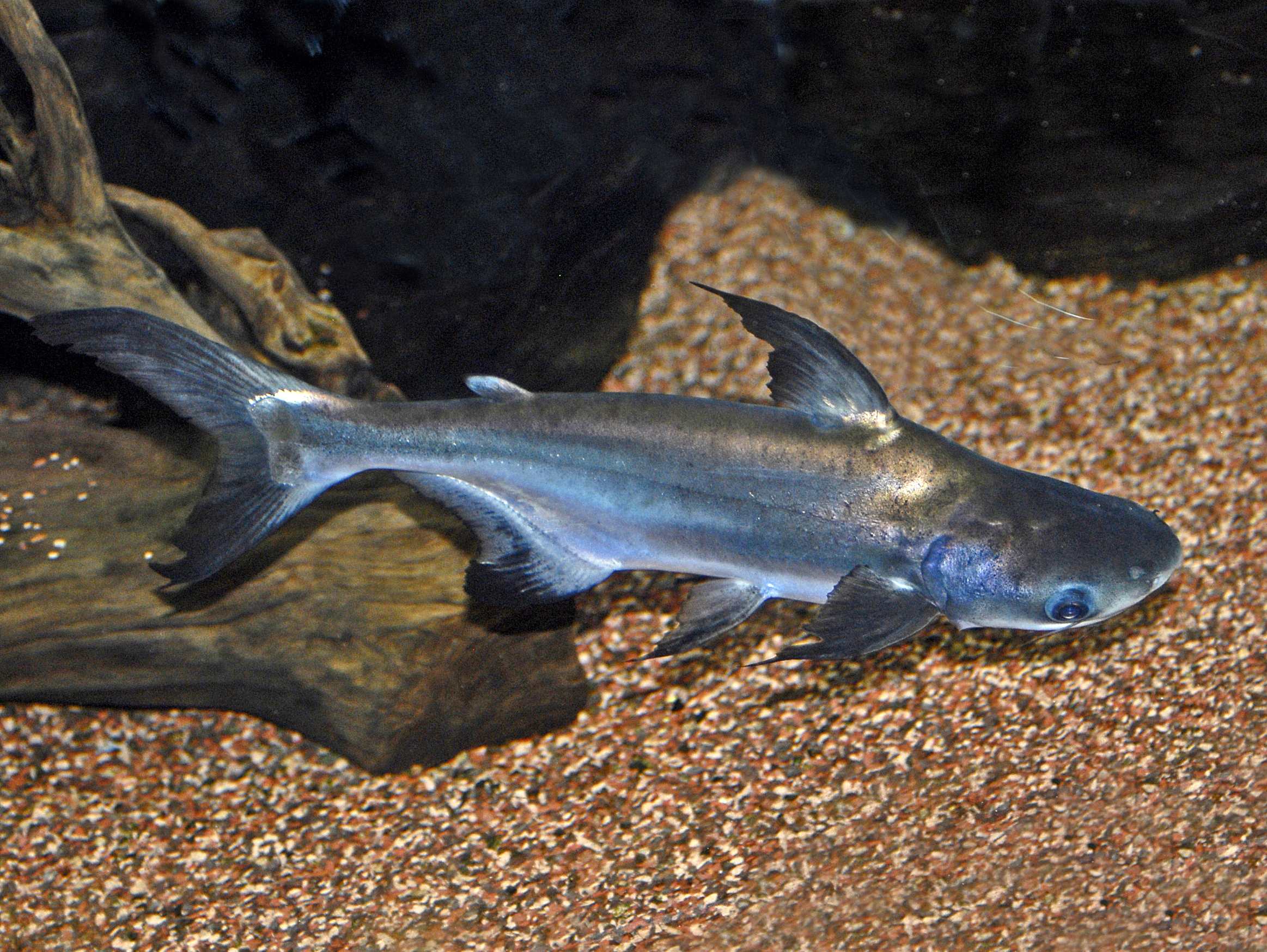
sumik rekiniPangasius hypophthalmus (sutchi)
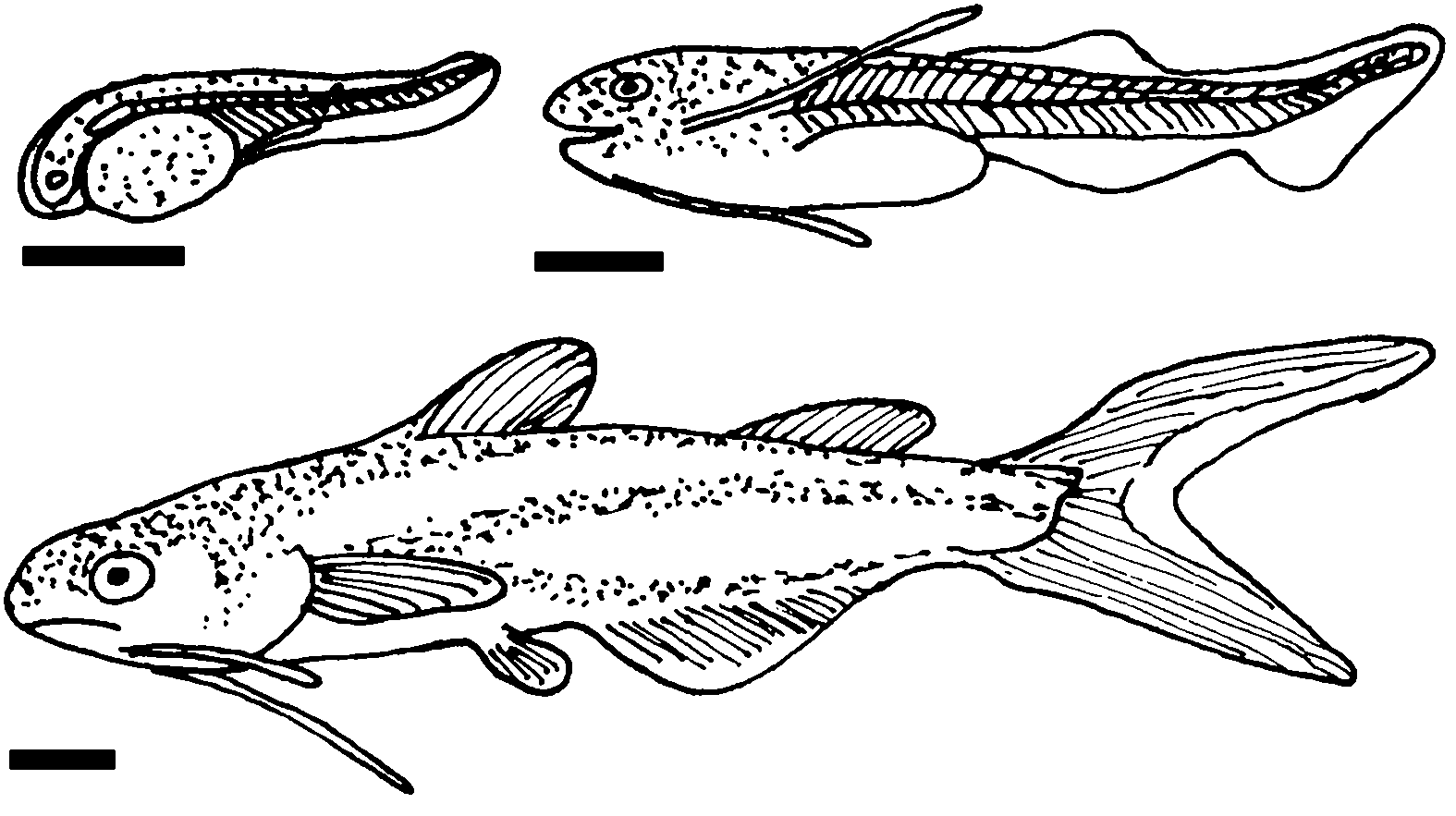
Sum rekini - rozwój
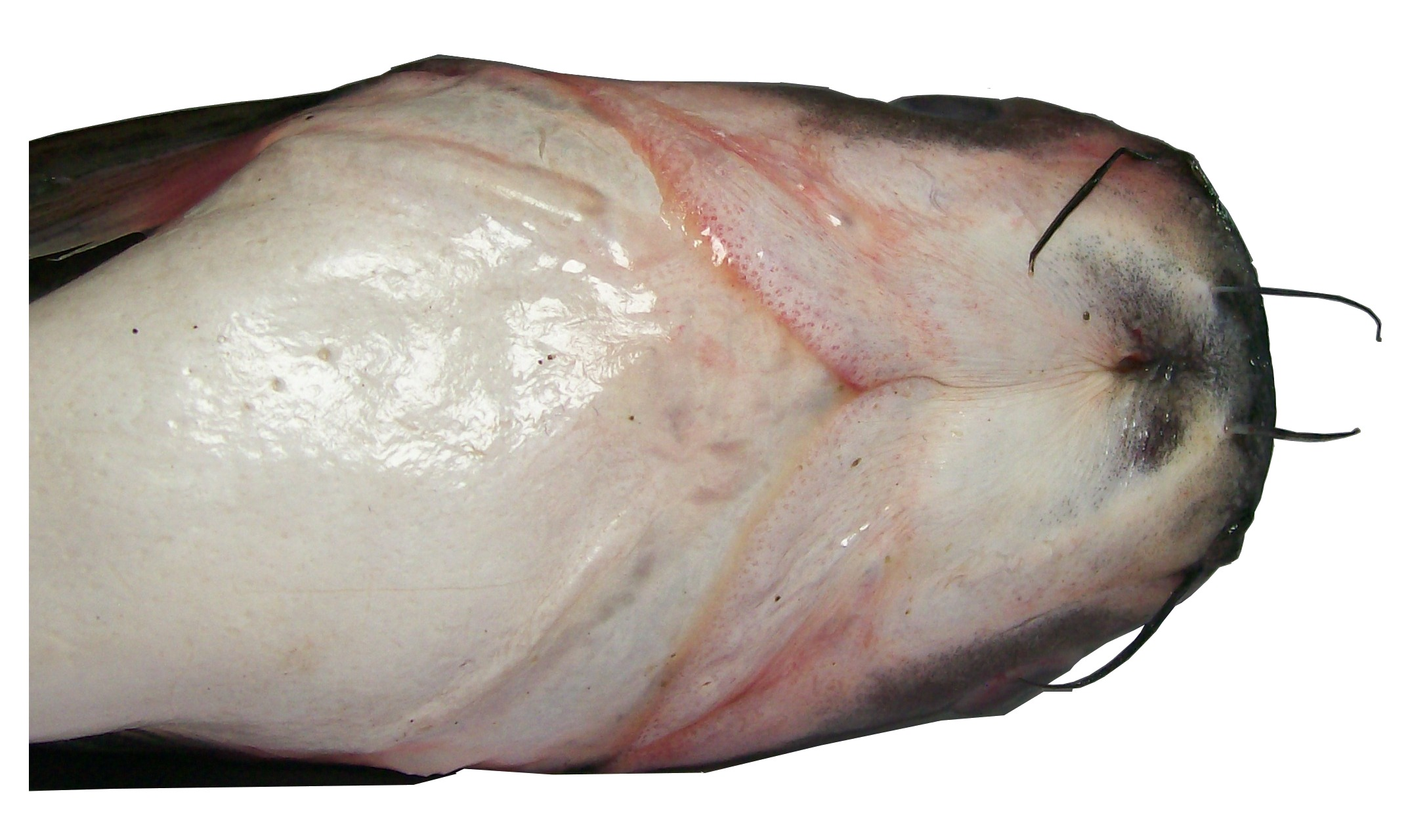
Sum rekini głowa